# 오자와 료타
오자와 료타 (小澤 亮太, 1988년 1월 25일 ~ )는 일본의 배우이다. A-Light를 거쳐 2009년부터 호리프로 계열의 호리 에이전시 소속이다.
2011년, 《해적전대 고카이저》에서 주인공 "캡틴 마벨러스/고카이 레드" 역으로 TV드라마 첫 출연과 첫 주연을 장식한다. 슈퍼 전대 시리즈의 선배 후루하라 야스히사와 교류가있다.

## 출연작

### 드라마
- 《해적전대 고카이저》 (2011년 2월 ~ 2012년 2월) - 캡틴 마벨러스/고카이 레드
- 《서머 레스큐~천공의 진료소~》 (2012년 7월 ~ 9월) - 무라타 요시히데
- 《될대로 되겠지》 (2014년 4월 ~ 6월) - 나카지마 타케루
- 《동물전대 쥬오우저》(2016년 9월 4일 ~ 2016년 9월11일) - 캡틴 마벨러스/고카이 레드(28화 29화)

### 영화
- 《천장전대 고세이저 vs. 신켄저: 에픽 온 은막》 (2011년) - 고카이 레드
- 《고카이저 고세이저 슈퍼 전대 199 히어로 대결전》 (2011년) - 캡틴 마벨러스/고카이 레드
- 《해적전대 고카이저 THE MOVIE: 하늘을 나는 유령선》 (2011년) - 캡틴 마벨러스/고카이 레드
- 《해적전대 고카이저 vs. 우주형사 갸반 THE MOVIE》 (2012년) - 캡틴 마벨러스/고카이 레드
- 《가면라이더x슈퍼 전대 슈퍼 히어로 대전》 (2012년) - 캡틴 마벨러스/고카이 레드
- 《특명전대 고버스터즈 vs. 해적전대 고카이저 THE MOVIE》 (2013년) - 캡틴 마벨러스/고카이 레드